# Jenny Lake
Der Jenny Lake ist ein 4,96 km² großer See im Grand-Teton-Nationalpark im Teton County im Westen des US-Bundesstaates Wyoming.

## Lage
Der Jenny Lake liegt südlich des Jackson Lake auf 2069 m ü. d. M., ist bis zu 79 m tief, 3,3 km lang und 2,1 km breit. Er liegt am Fuße der Teton Range, am östlichen Ende des Cascade Canyon und westlich des Tals Jackson Hole. Gespeist wird der See vom Cascade Creek und vom String Lake, der Abfluss erfolgt über den Cottonwood Creek in den Snake River. Der See entstand vor ca. 12.000 Jahren.

## Aktivitäten
Der Jenny Lake gilt als ein wichtiger Brennpunkt im Grand-Teton-Nationalpark, mit vielen Wanderwegen, malerischen Bootsfahrten und schnellem Zugang zu den wichtigsten Kletterrouten auf die höchsten Gipfel der Teton Range. Jenny und Jackson Lakes sind die einzigen Seen im Nationalpark, wo Motorboote erlaubt sind.  An beiden Seen gibt es landschaftlich reizvolle Touren. Eine Studie aus dem Jahr 2005 über die Wasserqualität der Seen im Grand-Teton-Nationalpark ergab, dass alle Seen im Park immer noch als unberührt angesehen wurden und dass sie nicht durch Luft- oder Wasserverschmutzung beeinträchtigt wurden. Der Jenny Lake ist Ausgangspunkt für viele Tages- und Übernachtungswanderungen. Der 11,4 km lange „Jenny Lake Trail“ umrundet den See und gilt aufgrund des geringen Höhenunterschieds von 210 m als relativ einfach. Die Höhe steigt jedoch rapide an, sobald der Cascade Canyon betreten wird. Weitere beliebte Wanderwege, die am Jenny Lake starten, führen zu den Hidden Falls, in den Cascade Canyon oder zum Lake Solitude und zum Hurricane Pass. Am Ufer befindet sich ein Besucherzentrum, das Jenny Lake Visitor Center sowie der Jenny Lake Ranger Station Historic District, der im National Register of Historic Places eingetragen ist.
Der Jenny Lake ist nach einer Shoshone-Indianerin benannt, die einen Engländer, Richard „Beaver Dick“ Leigh, heiratete.

## Bilder

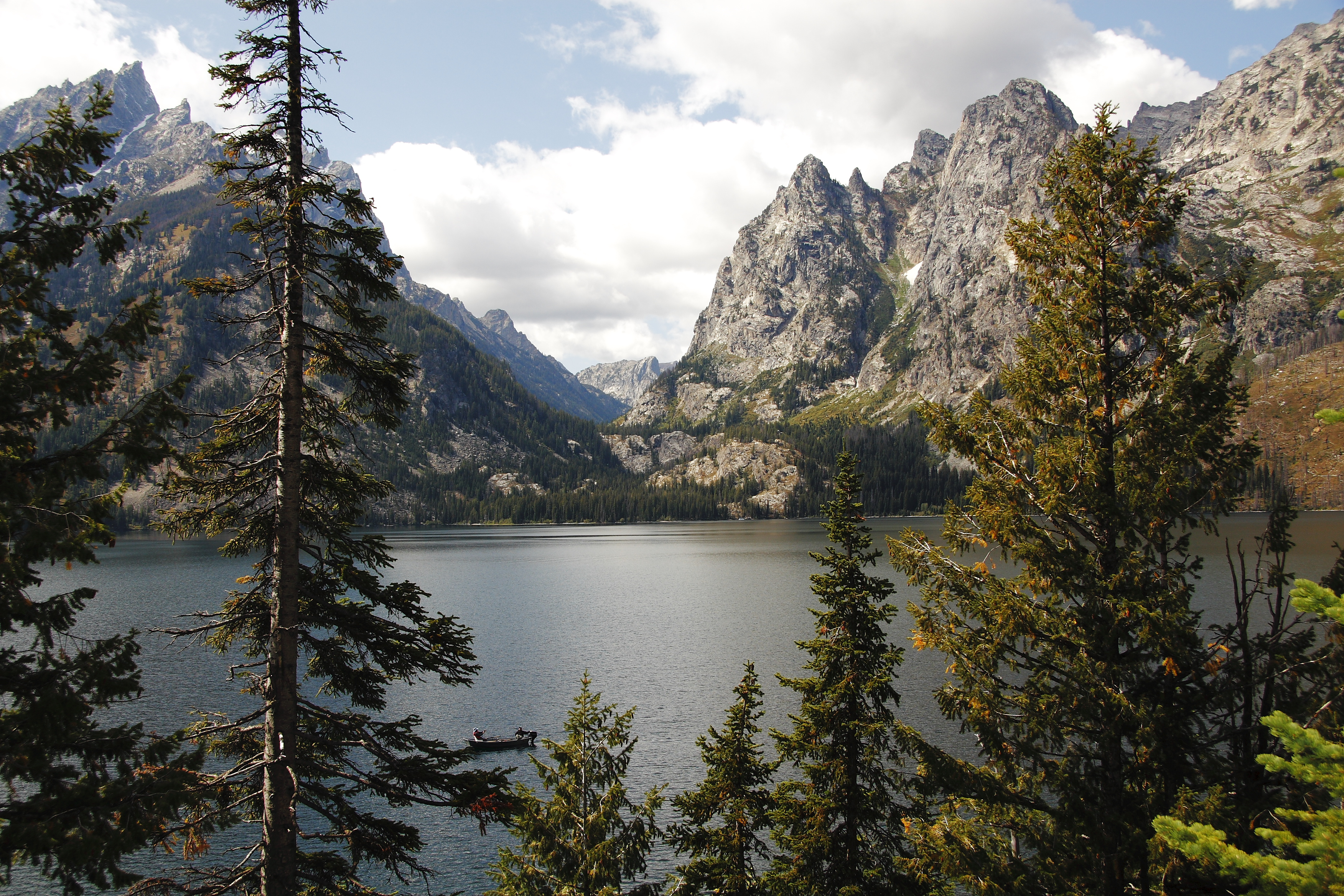
Jenny Lake mit Cascade Canyon im Hintergrund
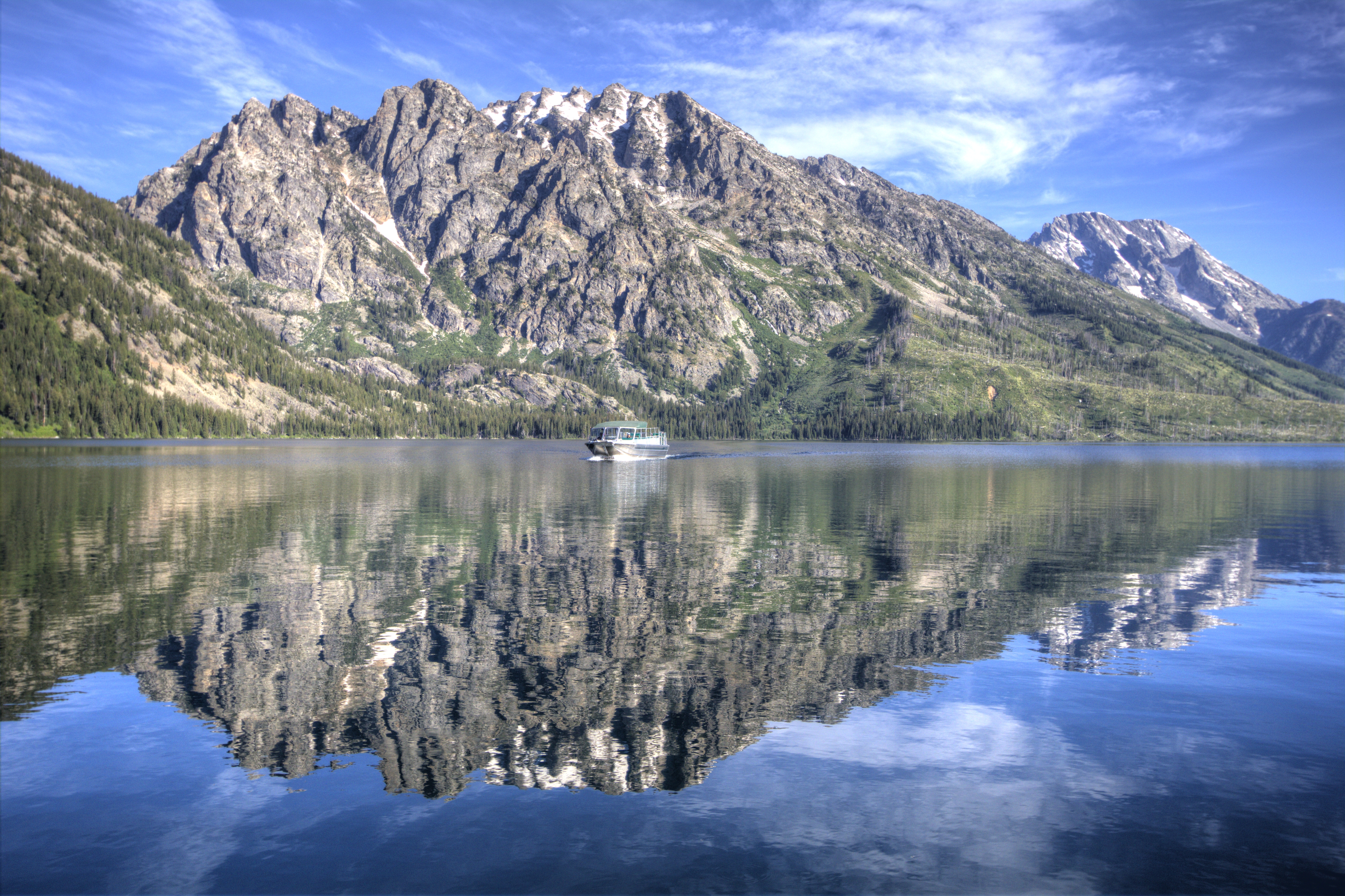
Bootsfahrt über den Jenny Lake